# فهرست جانداران دورگه در فولکلور
این مقاله فهرستی از جانداران دورگه است که از فولکلور یا فرهنگ عامه ثبت شده‌اند و از نظر ریخت‌شناسی بر اساس گونه‌های تشکیل دهنده آنها گروه‌بندی شده‌اند. در این مقاله ترکیب‌هایی که در اساطیر کلاسیک یافت نمی‌شوند ولی در زمینه فرهنگ پاپ مدرن توسعه یافته‌اند، در بخش جداگانه‌ای فهرست شده‌است.

## نیمه انسان

### بخش بالاییانسان

#### دورگه انسان -ساق پا

##### دورگه تائور - (قنطورس)

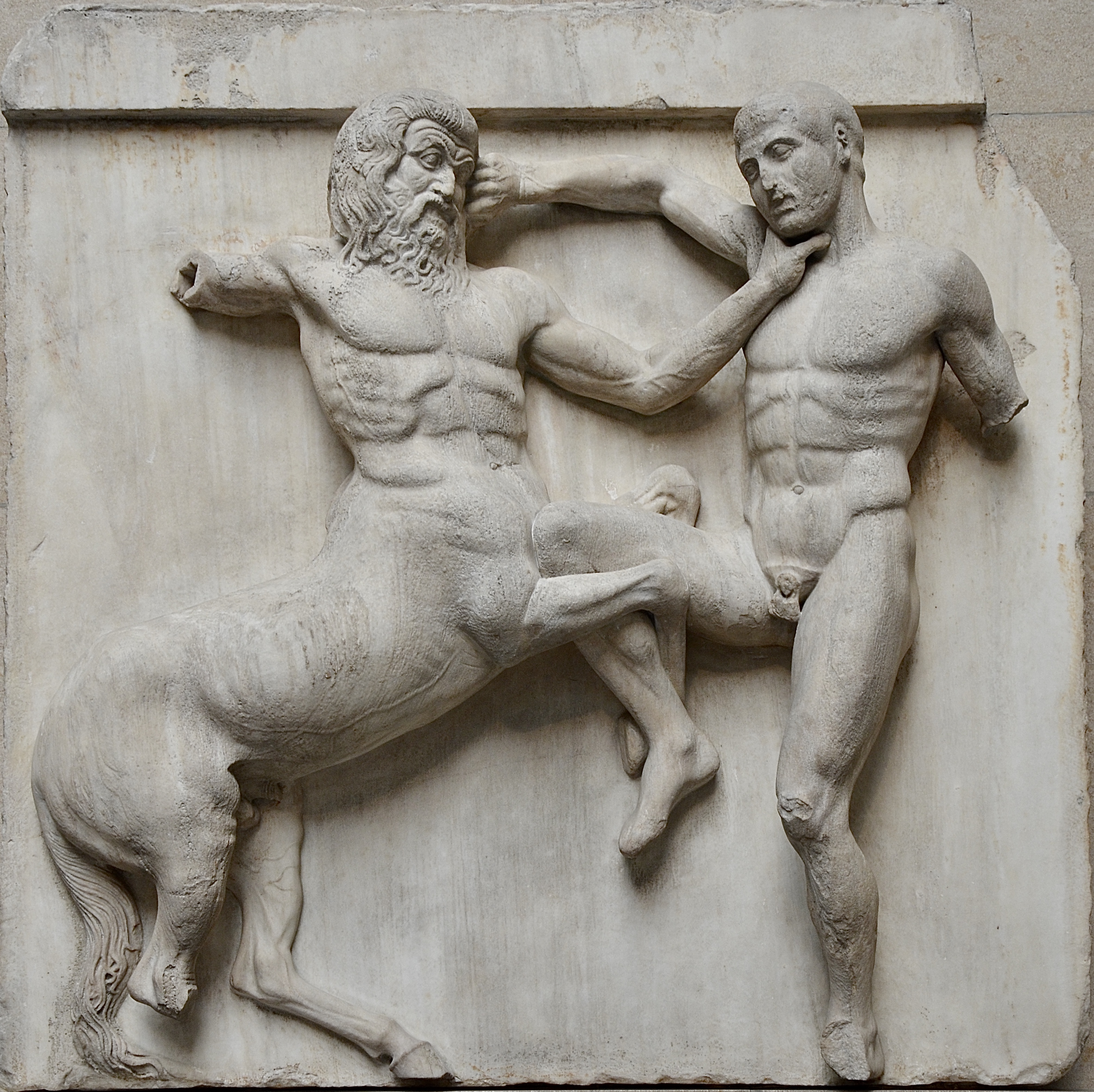
قنطورس با مردی می‌جنگد!

تاورها از دسته اسب‌های افسانه‌ای هستند که بخش بالایی آنها از نظر جسمانی انسان‌نما و بخش پایین آنها جانوران چهارپا است.
- آنجیتای - جانداری کاملاً زنانه که قسمت بالایی بدن انسان را با بدن پایین اسب دارد.
- قنطورس - جانداری که بالاتنه بدن انسان را با بدن پایین اسب دارد.
- Onocentaur - جانداری که بالاتنه بدن انسان را با بدن پایین الاغ دارد.
- ایپوتان - انسانی با پشت اسب.
- مینوتور - جانداری که بدن انسان را با سر و دم گاو دارد.

##### دورگه انسان -بز
بزها طبقه‌ای از جانداران افسانه‌ای هستند که از کمر به بالا شبیه انسان ولی پایین‌تنه و معمولاً پاهای عقبی شبیه بزها هستند. آنها در دسته‌های مختلف قرار می‌گیرند، مانند  جاروها، خدایان، شیاطین و نیمه خدایان.

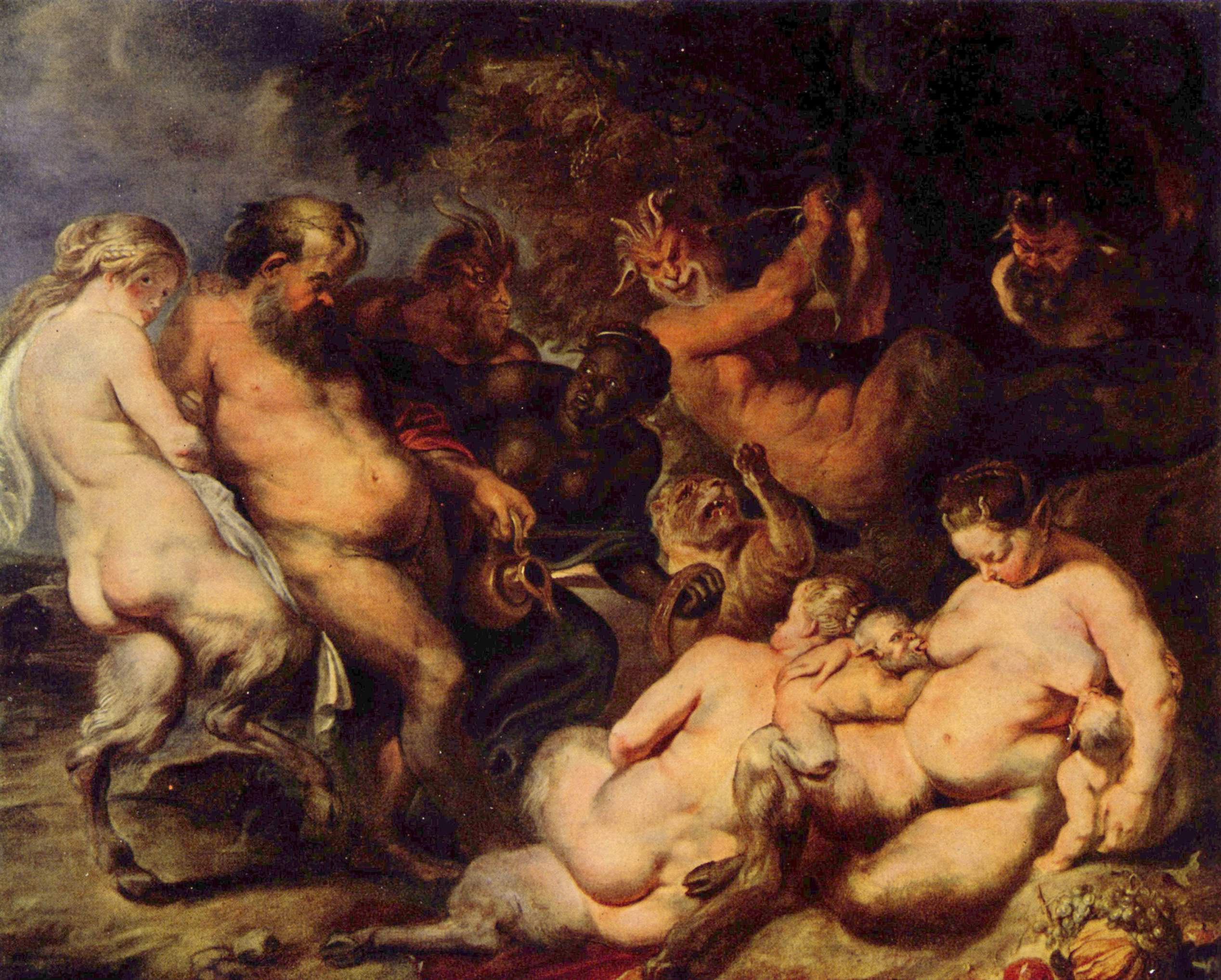
مردان ساتیر، زنان طنز و کودکان طناز!

- فاون - روح طبیعت روم باستان با بدن انسان ولی ساق و شاخ بز.[۲][۳] در اصل آنها با ساتیرهای یونانی تفاوت داشتند زیرا کمتر با مستی و ریبالدری در ارتباط بودند و در عوض به عنوان «موجودات خجالتی و جنگلی» شناخته می‌شدند.[۴] از سده اول پیش از میلاد، رومیان اغلب آنها را با ساتیرها اشتباه می‌گرفتند و از سده دوم پس از میلاد، این دو عملاً قابل تشخیص نیستند.[۲][۳][۴]
- گلیستیگ - پری یا شبح اسکاتلندی که می‌تواند به شکل یک دورگه بز و انسان درآید.[۵][۶]
- کرامپوس - یک شخصیت اسطوره ای آلمانی با منشأ مبهم. اغلب با پاها و شاخ‌های بز، بدن انسان و ویژگی‌های صورت جانوران ترسیم می‌شود.
- پن - خدای حیات وحش و محافظ چوپانان، که بدن یک مرد را دارد ولی پاها و شاخ‌های یک بز. او اغلب در حال نواختن  فلوت شنیده می‌شود.
- ساتیر - در اصل روح طبیعت یونان باستان با بدن انسان ولی دم بلند و گوش‌های نوک تیز مثل اسب بود.[۲][۳] از ابتدا، ساتیرها به‌طور جدایی ناپذیری با مستی و ریبالدری مرتبط بودند، که با عشق به شراب، موسیقی و زنان شهرت داشتند.[۲][۳][۷] در دوره هلنیستی، احتمالاً به دلیل درگیری با پن، ساتیرها به تدریج شبیه مردهایی با شاخ و پای بز به تصویر کشیده شدند.[۲][۳] آنها سرانجام با جانوران رومی مخلوط شدند و تقریباً از قرن دوم میلادی، از یکدیگر قابل تفکیک نیستند.[۲][۳][۴]
  - سیلنوس - مربی دیونیوس که تقریباً شبیه طنزها و معمولاً غیرقابل تشخیص است، اگرچه گاهی اوقات شبیه افراد خیلی مسن به تصویر کشیده می‌شود.[۷][۳]

#### دورگه انسان -پرنده

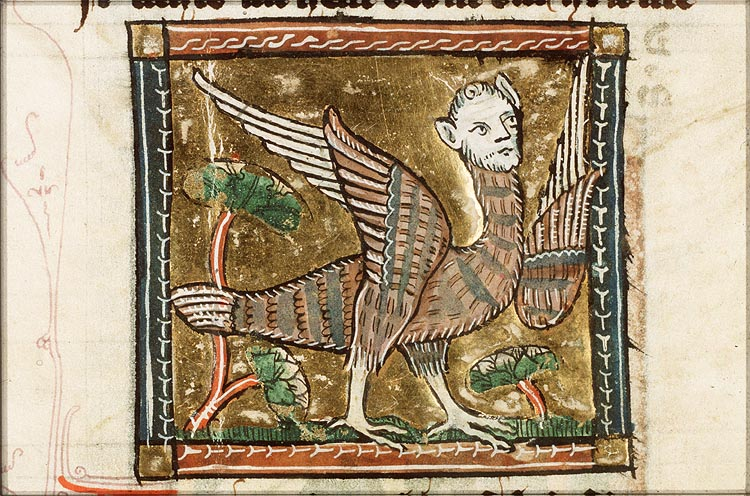
تصویری قرون وسطایی از هارپی به عنوان یک زن پرنده!

- الکونوست - موجودی از فولکلور روسی با سر یک زن و با بدن پرنده. گفته می‌شود صداهایی زیبا ایجاد می‌کند که باعث می‌شود هر کسی که آنها را بشنود همه آنچه را که می‌داند فراموش می‌کند و دیگر بجز الکونوست، هیچ چیز دیگری نمی‌خواهد.
- گامایون - موجودی روسی که سر یک زن و بدن یک پرنده را نشان می‌دهد.
- اینمیونجو - در اساطیر کره موجودی است با صورت انسان و بدن پرنده!
- هارپی - نیمه پرنده، نیمه زن. در اساطیر یونان، گاهی شبیه زنی با بال و پای پرنده نشان داده می‌شود.
- کینارا - در اساطیر هند، به شکل، نیمه انسان، نیمه پرنده است.
- لامیا - زنی با پای شبیه اردک.
- لیلیتو - زنی با پاهای پرنده (و گاهی بال) که در اساطیر بین‌النهرین یافت می‌شود.
- آژیر - نیمه پرنده، نیمه زن. در اساطیر یونان، ملوانان را با صدای خواننده خود به سوی مرگ می‌کشاند.
- سیرین - موجودی نیمه پرنده، نیمه انسان با سر و سینه یک زن از فولکلور روسی. نیمه پرنده آن به‌طور کلی بدن جغد است.
- اوچک لانگ میدونگ - یک موجود نیمه زن و نیمه شاخدار در فولکلور مانیپوری، شبیه دختری به تصویر کشیده شده که برای فرار از شکنجه‌های نامادری، در غیاب پدرش، به یک پرنده تبدیل شده‌است.

#### دورگه انسان -ماهی
- آتارگاتیس - صورت انسان و بدنی شبیه ماهی
- سیاسگ - پری دریایی اسکاتلندی.
- Ichthyocentaurs - موجوداتی که دارای تنه زن یا مرد، پاهای جلویی شبیه اسب و دم ماهی هستند.
- جنگو - روح آب
- ماتسی - آواتار لرد ویشنو که نیمه انسان و نیمه ماهی است.
- مرفولک - نژادی از موجودات نیمه انسان، نیمه ماهی. پری دریایی نامیده می‌شوند.
- سیرنا - پری دریایی از فرهنگ عامیانه فیلیپین.
- سیوکوی - پری دریایی با بدن‌های مقیاس گرفته از فولکلور. این همتای مرد از است به سیرنا.
- تریتون - خدای یونانی و پسر پوزیدون که توصیفی مشابه با مرمان دارد. برخی از تصویرها او را با دو دم ماهی نشان می‌دهد.

#### دورگه انسان -مار

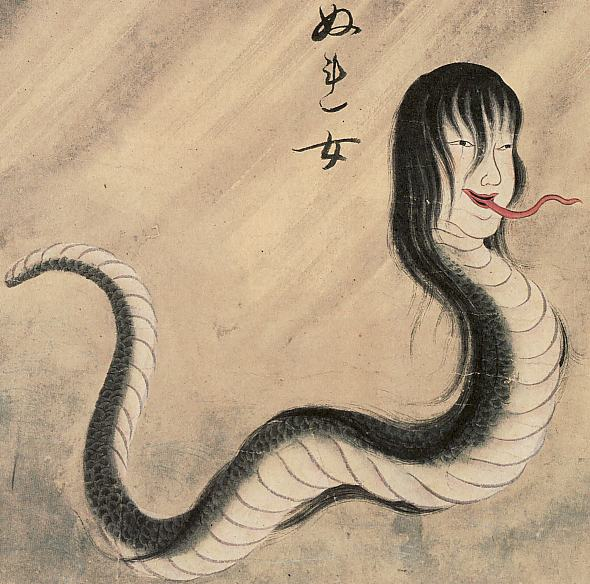
یک نورونا همان‌طور که در هایاکای - زوکان ساواکی سوشی نشان داده شده‌است!

- دراکونوپ (پای مار) - «پای مارها، مارهای بزرگ و قدرتمندی هستند، با چهره‌هایی شبیه به دختران و گردن‌هایی که به جسم مار ختم می‌شوند» که توسط وینسنت بووا توصیف شده‌است.[۸]
- اکیدنا - یک هیولای نیمه زن و نیمه مار که در داخل غار زندگی می‌کند.
- فوشی - خدایی که گفته می‌شود توسط نو وا ساخته شده‌است.
- کتو -  آسورا با قسمت‌های پایینی شبیه مار که می‌گویند چهار بازو دارد.
- لامیا - مانند پری دریایی ولی با اندام تحتانی مانند مار که معمولاً ماده است.
- ناگا - اصطلاحی است که به دورگه انسان و مار از همه نوع اشاره دارد.
- نیو وا - در فولکلور چینی زنی است با پایین‌تنه شبیه مار.
- نورآنا - موجودی با سر زن و بدن مار.
- تالانچانا - خدای آبزی که قسمتی شبیه زن و قسمتی شبیه مار است.
- ژویین - موجودی با صورت مرد و بدن مار.
- اوروچیمارو - انسان دارای توانایی‌هایی است و می‌تواند با سر انسان ولی بدن را مار شود.

شاهماران (به کُردی: شاماران)، موجودی افسانه‌ای در فرهنگ کُردی، ارمنی، ایرانی و عراقیست که با بدنه‌ای نیم مار و نیم زن شناخته می‌شود. در باورهای اجتماعی، شاماران را یک توتم‌مقدس (به شکل مار) (توتم: اجسامی نمادین هستند که در اقوام بومی بیشتر قاره‌ها کاربردهای آیینی دارند) می‌دانند، حیوانی که با نیروهای فراطبیعی در ارتباط است. کارن رستمی در کتاب «شاماران، ایزد بانویی که کشته شد» به این اسطوره پرداخته است.

#### دورگه‌های دیگر
- آدلت - انسانی با پاهای سگ
- بس - خدای مصری با عقبی شیر
- کیبو کیویبا - یک انسان با سر ببر در فهرست موجودات در فولکلور میتی مانیپوری
- کورما-نیمه بالایی انسان، نیمه پایین لاک پشت
- کوساریککو - دیو با سر، بازوها و نیم تنه انسان و گوش‌ها، شاخ‌ها و قسمت‌های پایینی گاو نر
- مانتیکور - موجودی با صورت مرد، بدن شیر، بال‌های خفاش یا اژدها و دم عقرب
- نندی-برخی از پوراناها ناندی یا ناندیکشوارا را به صورت گاو نر توصیف می‌کنند، با بدن انسانی که از نظر نسبت و جنبه شبیه بدن شیوا است.
- پنغو - موجودی با چهره مرد و بدن سگ
- مرد عقرب - نیمه مرد نیمهعقرب

### بدن انسان پیچیده (اغلب دارای بخش‌هایی از چندین جانور)

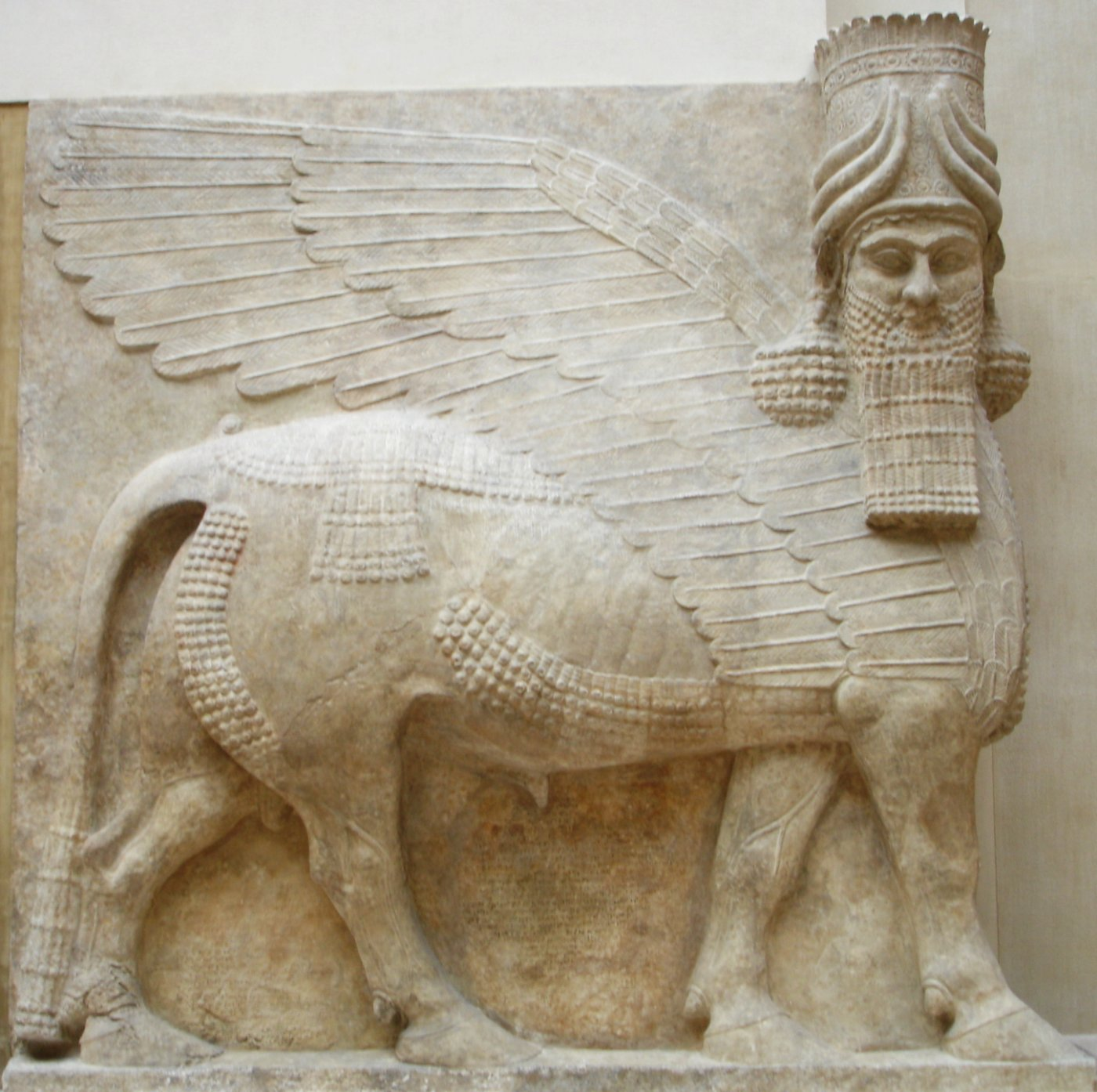
آشوریان لاماسو، مورخ ۷۲۱ پیش از میلاد، موزه مؤسسه شرقی BCE، دانشگاه شیکاگو

- آواتیا - خدایی مانگایی که نیمه راست یک مرد و نیمه چپ یک ماهی دارد.
- بای زه - موجودی از اساطیر چینی با سر انسان و بدن گاو با شش شاخ و نه چشم
- بورق - موجودی از شمایل‌نگاری عربی که سر انسان و بدن بالدار اسب دارد.
- هاتویبواری - موجودی اژدها مانند با سر انسان با چهار چشم، بدن مار، و بال خفاش
- کامادنو - موجودی گاو با سر انسان، بدن گاو، بال کبوتر و دم طاووس
- مدوزا - موجودی دریایی از فولکلور روسی با سر دوشیزه و بدن یک جانور راه راه، دارای دم اژدها با دهان مار و پاهای فیل با دهانی شبیه مار
- لاماسو - خدایی که اغلب با سر انسان، بدن گاو یا بدن شیر و بال‌های عقاب تصویر می‌شود.
- ابوالهول - موجودی با سر انسان یا گربه، بدن شیر، و گاه گاه بال‌های عقاب

### انسان با سر جانوران

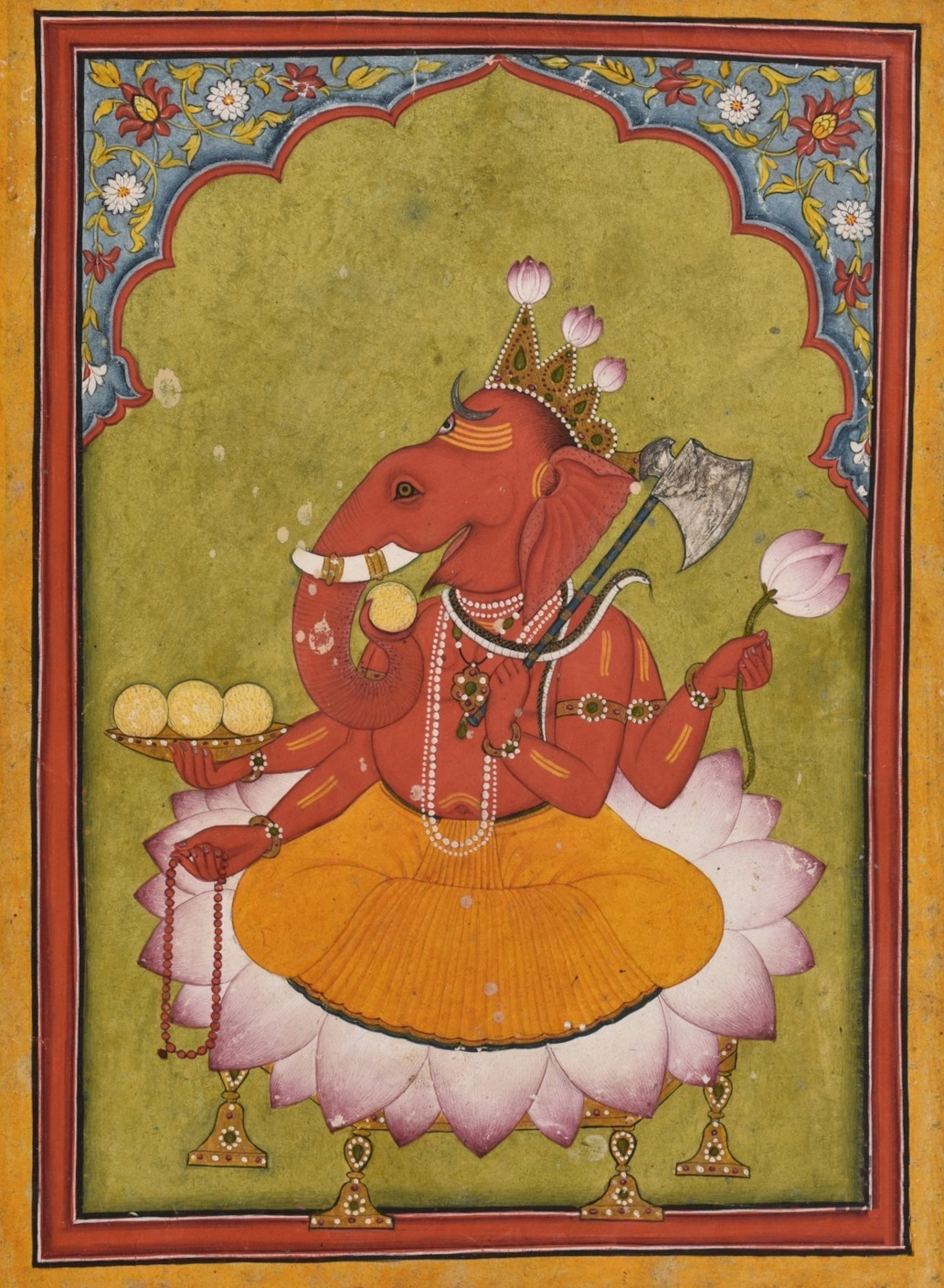
گانشا، با سر فیل!

!هوروس، با سر شاهین!

- ابراکسا-یک موجود گنوسی خداگونه با انواع مختلف تصویر، که بسیاری از آنها به عنوان انواع مختلف دورگه هستند.
- آنوبیس-شغال-سر خدای مصری
- بافومت - به‌طور سنتی به عنوان موجودی انسان‌شناس با سر بز به تصویر کشیده شده‌است.
- باستت-الهه مصری گربه-سر
- الهه پرنده - پیکره‌های وینکا از یک زن با سر پرنده
- کاپلوبو - موجودی از فولکلور برزیل با سر مورچه خوار، تنه انسان و پاهای بز
- چی تو - موجودی از اساطیر چینی با سر گاو، نیم تنه انسان و گوش و قسمت عقب یک خرس
- کوکا - موجودی از فولکلور برزیل و همتای زن کوکو که به عنوان  جادوگر با سر تمساح تصویر می‌شود. این کودکانی را که نافرمانی والدین خود می‌کنند، می‌گیرد و می‌خورد.
- سینووسفالوس-موجودی سگ-سر
- داکشا - سر او پس از سر بریدن با سر بز جایگزین شد.
- گانشا-یک فیل-سر خدا
- هایاگریوا - آ اسب-سر آواتار
- هکتت-قورباغه-سر خدای مصری
- صورت اسب-یک اسب-سرپرست سر یا نوع نگهبان  دنیای زیرین در اساطیر چینی
- هوروس، ماه، راه و سکر - هر یک از این خدایان مصری سر یک شاهین یا شاهین دارند.
- کاراسو تنگوآ  کلاغ-نوع تنگو
- کارورا-موجودی الهی در اساطیر هندو-بودایی ژاپن با سر پرنده و تنه انسان.
- کیبو کیویبا - یک ببر سر انسان که یک کشیش داوطلبانه بدن خود را تغییر داد، در فولکلور مانیپوری
- خپری-سوسک سرگین-سر خدای مصری
- خنوم- قوچ-سر خدای مصری
- کوک - شکل مردانه کوک دارای سر قورباغه است در حالی که شکل زنانه او سر مار دارد.
- ماهاهس، پاکت، بخشمت و تفوت - هر یک از این خدایان مصری سر یک شیر دارند.
- مرتسگر - کبراسر الهه مصری
- مینوتور - موجودی با سر گاو و بدن مرد. در برخی از تصویرها نیز دم یا قسمت پایینی یک گاو وجود دارد.
- نندی - برخی پورانا ناندی یا ناندیکشوارا را به صورت گاو نر توصیف می‌کنند، با بدن انسانی که از نظر نسبت و جنبه شبیه بدن شیوا است.
- ناراسیمها - خدای هندو با چهره ای شبیه شیر
- سر گاوسرپرست گاوسر یا نوع نگهبان  عالم اموات در اساطیر چینی
- پراتیانگیرا - الهه هندو که سر شیر دارد.
- سکمت-الهه-سر الهه مصری
- مجموعه - سگسر خدای مصری
- سوبک - تمساحسر خدای مصری
- تاویرت - اسب آبیسر الهه مصری
- تیک بالنگ - یک مرد سر بلند اسب فیلیپینی
- ثوت - ibis-سر خدای مصری
- واراها- آ  گرازسر آواتار
- ژو باجی-یک خوک-سرپرست شخصیت اصلی رمان سفر به غرب

### انسان با عضوهای جانوری
- بالدار

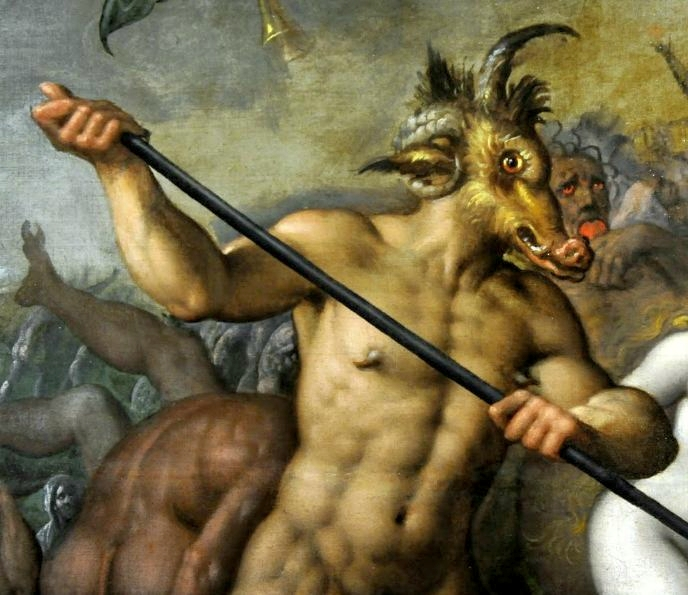
شاخ‌های یک بز و قوچ، خز و گوش بز، بینی و سگ‌های خوک، تصویری معمولی از شیطان در هنر مسیحی. بز، قوچ و خوک پیوسته با شیطان در ارتباط هستند. جزئیات نقاشی قرن ۱۶ توسط ژاکوب د. بکر در موزه ملی در ورشو.

  - فرشته - موجودات انسان نما که عموماً با بال‌هایی شبیه پرنده به تصویر کشیده شده‌اند. در اساطیر ابراهیمی و اساطیر زرتشتی، فرشتگان اغلب به عنوان موجودات آسمانی خیرخواهی به تصویر کشیده می‌شوند که به عنوان پیام رسان خدا به انسان‌ها عمل می‌کنند.
  - پری - یک انسان نما با حشره - مانند بال
  - خفاش - یک انسان نما پروانه
  - سراف - فرشته ای نخبه با بال‌های متعدد
  - جن جندار - انسان نما با بال پرنده
- پاها
  - انانسی - خدای آفریقای غربی، که به آن نیز معروف است آنانس، کواکو آنانسه و آنانسی. در قاره آمریکا به نانسی، خاله نانسی و سیس نانسی معروف است. انانسی به عنوان روح همه دانش داستان‌ها در نظر گرفته می‌شود. او همچنین یکی از مهم‌ترین شخصیت‌های فولکلور آفریقای غربی و کارائیب است. انانسی به طرق مختلف به تصویر کشیده می‌شود: گاهی او شبیه یک عنکبوت معمولی به نظر می‌رسد، گاهی اوقات عنکبوتی است که لباس می‌پوشد یا چهره ای انسانی دارد و گاهی اوقات بسیار شبیه به انسانی با عناصر عنکبوت مانند هشت پا است.
  - دراکاینا - گونه ای ماده از اساطیر یونانی که طبیعتی دراکونی دارد، در درجه اول به عنوان زنی با ویژگی‌های اژدها به تصویر کشیده شده‌است.
- شاخدار
  - سرنونوس - خدایی گالش /  سلتیک با شاخ‌های گوزن
  - هاتور - الهه مصری با شاخ گاو
  - خدا شاخدار - خدایی با شاخ
  -  خفاش - الهه مصری با شاخ و گوش گاو
- موی مار
  - گرگان - هر یک از آنها مار به جای موهای خود دارند. گاهی اوقات با قسمت پایین بدن مار مانند نیز به تصویر کشیده می‌شود.

### بخشی از جانور، بخشی از انسان (در حال گذار بین این دو)

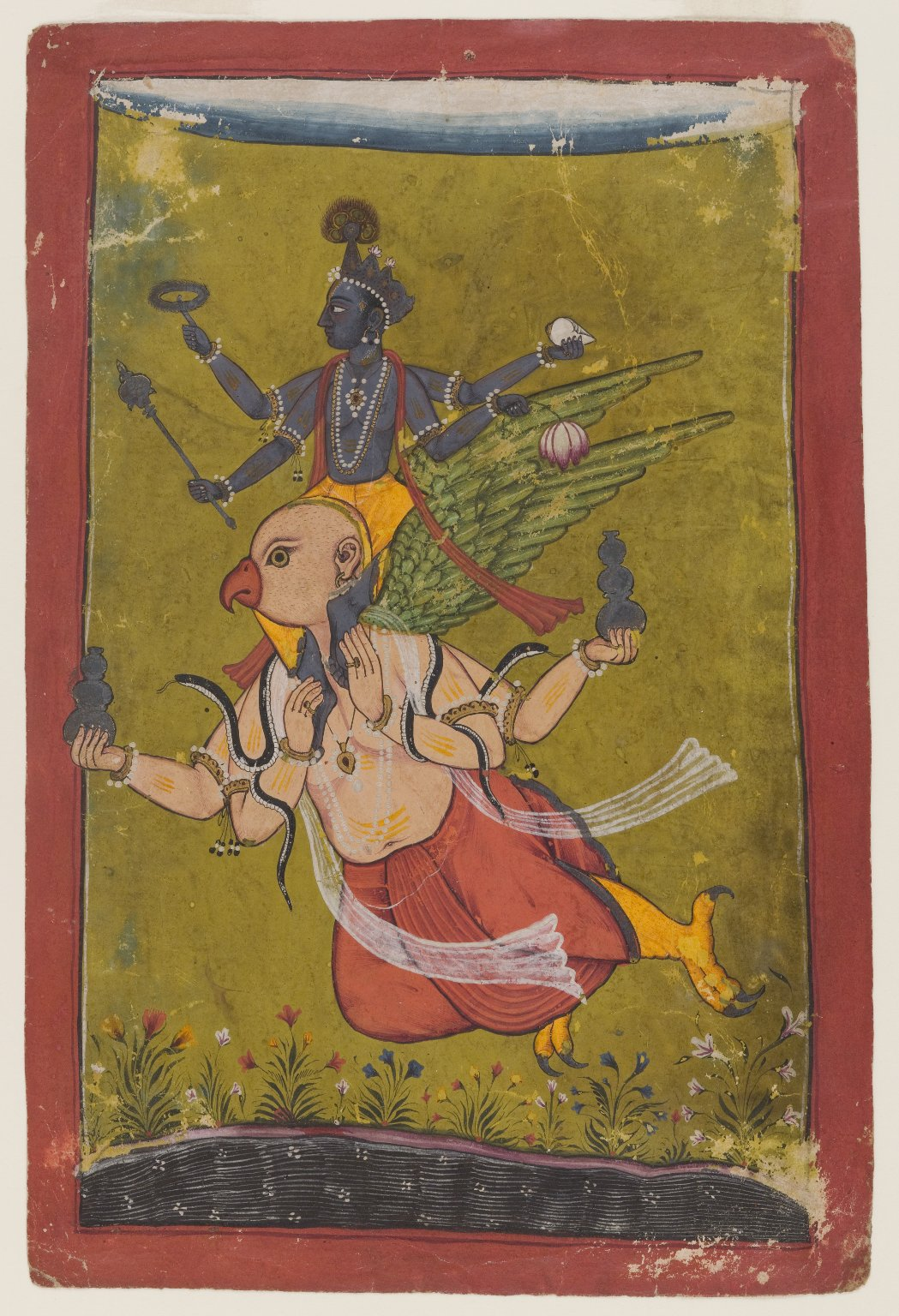
گارودا استاد خود ویشنو را حمل می‌کند. گارودا سر، بال و پاهای عقابی دارد!

- گارودا - موجودی که سر، بال و پاهای عقاب و بدن انسان را دارد.
- پامولا - موجودی از اساطیر ابنکی با بدن انسان، سر گوزن و بال و پاهای عقاب که از  مین محافظت می‌کند: بلندترین کوه
- سلکی - آ  مهر که با ریختن پوست خود در خشکی به انسان تبدیل می‌شود.
- ورکات - موجودی که قسمتی گربه، قسمتی از انسان است یا بین این دو جابجا می‌شود.
- گرگینه - موجودی که در شبهای ماه کامل  گرگ / جانوری شبیه انسان می‌شود ولی در غیر این صورت انسان است.

## غیرانسانی

### چهارپا با بال پرنده
- پگاسوس - اسب با بال‌های پرنده
- پریتون - گوزن با بالهای پرنده

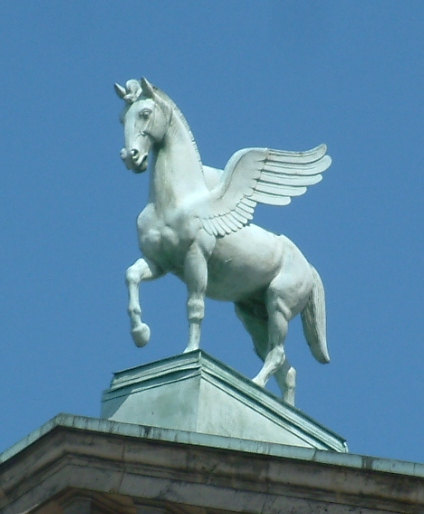
پگاسوس، به عنوان اسب موزها، روی پشت بام اپرای پوزنان قرار گرفت. (ماکس لیتمان، ۱۹۱۰)

- گربه بالدار - گربه با بال‌های پرنده
- شیر بالدار - شیر با بال‌های پرنده

### دو نوع جانور

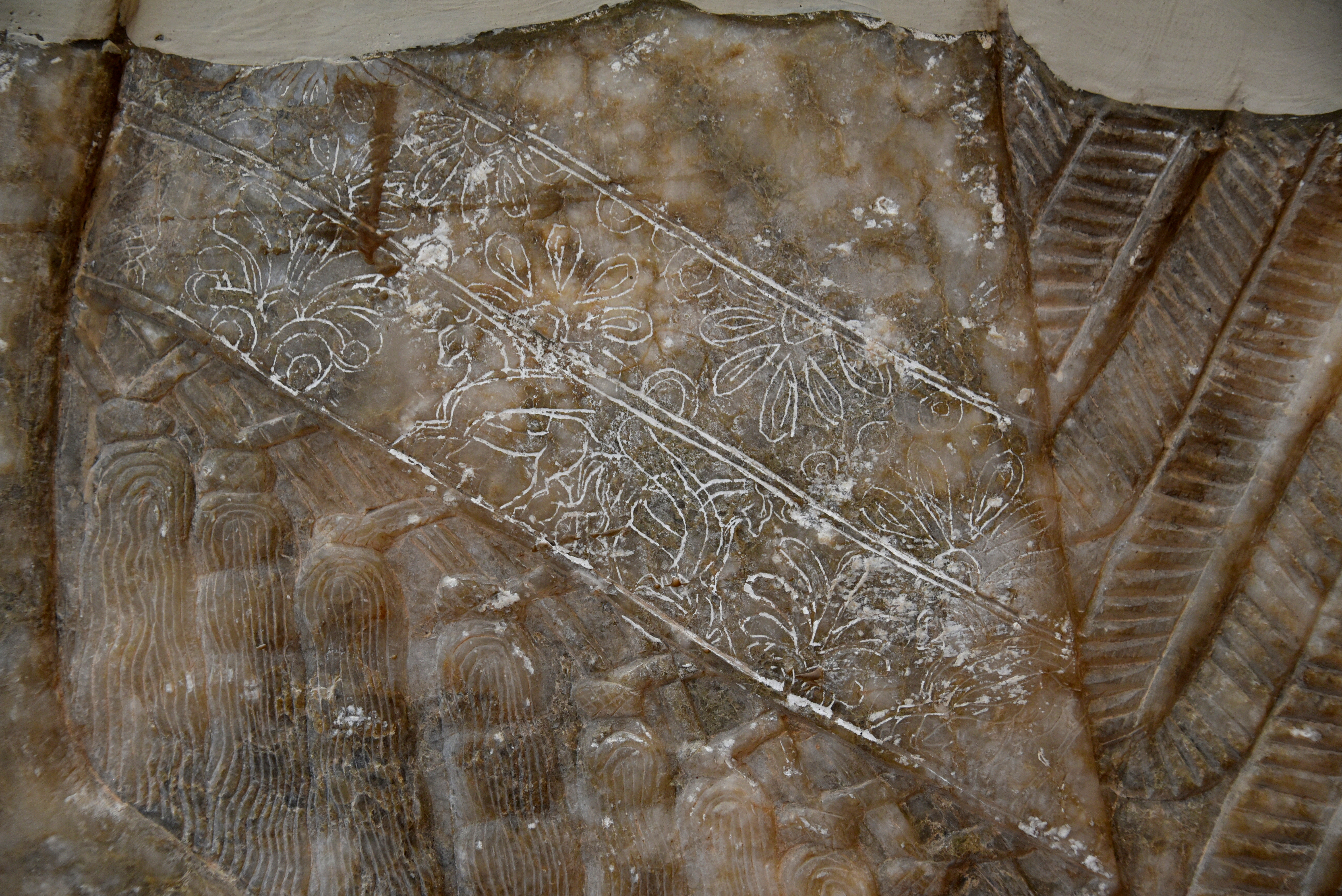
جزئیات لباس گلدوزی شده یک آپکالو، که یک جفت جانور بالدار ۴ پا را نشان می‌دهد. از نمرود، عراق. ۸۸۳–۸۵۹ پیش از میلاد. موزه شرق باستان، استانبول

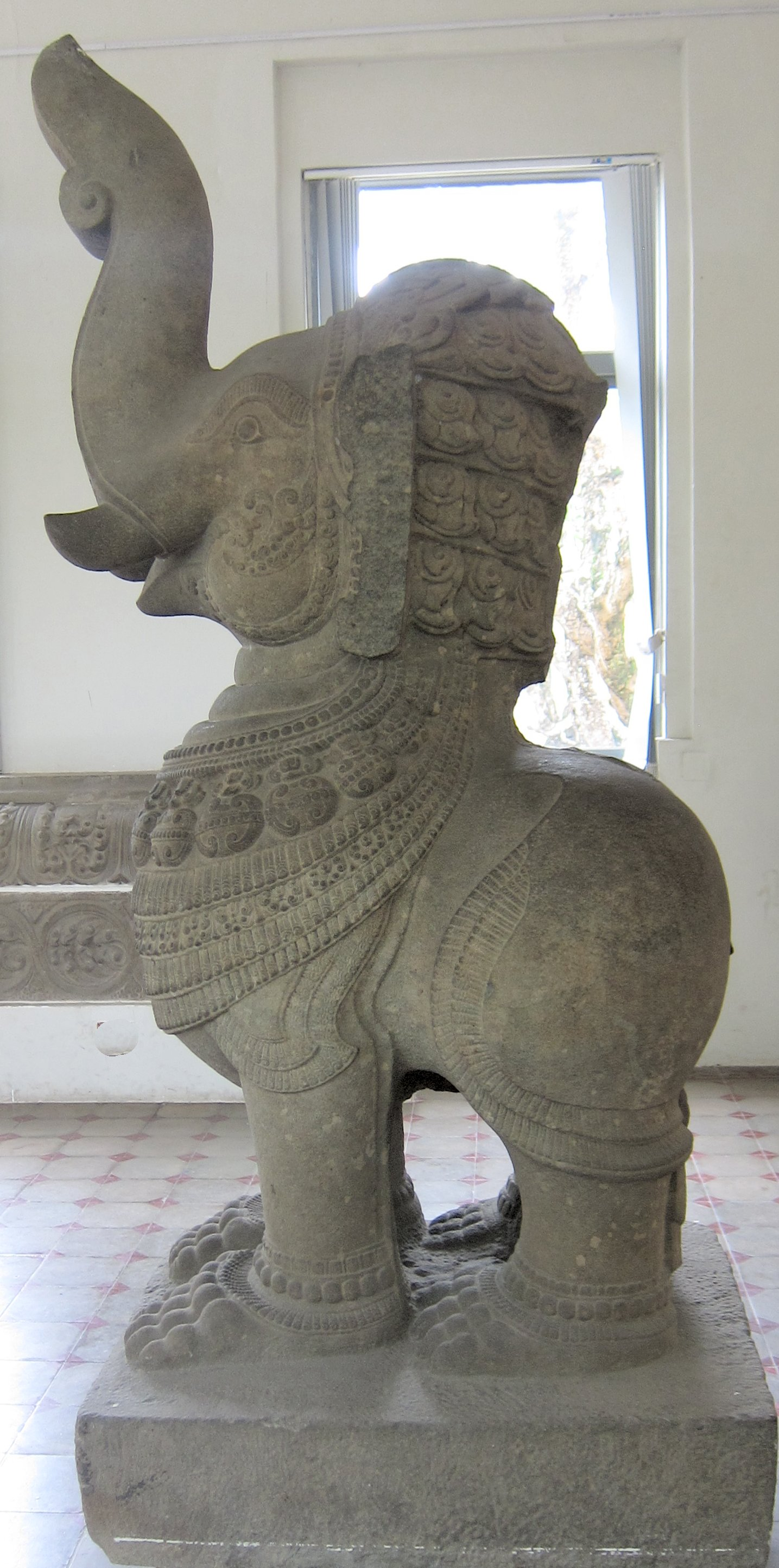
گاجاسیم‌ها: موزه مجسمه‌سازی چم

- آلوکاملوس - موجود هرالدیکی که سر الاغ و بدن شتر دارد.
- کاکاتریس - مخلوطی بین مرغ و خزنده.
- سربروس - یک سگ اساطیری یونانی که از دروازه‌های عالم اموات محافظت می‌کرد، تقریباً همیشه با سه سر و گاهی اوقات یال مار و همچنین نیمه جلویی یکی از آنها برای دم به تصویر کشیده می‌شد.
- کریوسفینکس - یک ابوالهول که سر  قوچ دارد.
- مار پر - خدای روح مزوآمریکایی که دارای بدنی شبیه مار و بالهای پر بود.
- گاجامینا - موجودی با سر فیل و بدن ماهی
- گاجاسیم‌ها - موجودی با سر فیل و بدن شیر
- گریفین - موجودی با محله‌های جلویی یک عقاب و چهارم عقب یک شیر
- گی لیونگ - موجودی با سر مرغ و بدن اژدها
- هیراکوسفینکس - نوعی از ابوالهول که سر شاهین داشت.
- هیپالکتریون - موجودی با نیمه جلویی اسب و نیمه عقب دارای بال، دم و پاهای  خروس است.
- هیپوکامپ (یا هیپوکامپ)-یک موجود اساطیری یونانی که نیمی از اسب است - ماهی
- هیپوگریف - موجودی با چهارپایه جلویی عقاب و چهارم عقب یک اسب
- لانگما - بالدار اسب با فلس اژدها
- مرلیون - موجودی با سر شیر و بدن ماهی
- اوفیوتوروس - موجودی که دارای بالاتنه یک گاو و پایین‌تنه یک مار است.
- برج برج - موجودی که نیمی است-بز نیمه ماهی است و با ماهی شناسایی می‌شود صورت فلکی کاپریکورنوس
- سروپارد-موجودی که قسمتی است-مار و قسمتی-پلنگ آفریقایی
- میمون شوگ-موجودی که قسمتی میمون و قسمتی سگ است.
- اسکوادر-یک موجود سوئدی با قسمت جلویی و پای عقب یک خرگوش و پشت، بال و دم ماده  چوب گوزن
- تاتزلورم - موجودی با صورت گربه و بدن مار
- اوشی اونی - آ یوکای با سر گاو و بدن عنکبوت

### سه نوع جانور
- آمیت - یک موجود مصری با سر تمساح، پاهای جلویی شیر و پاهای عقب و عقب عقبی اسب آبی
- چالکیدری - موجوداتی با دوازده بال فرشته، بدن شیر و سر تمساح که در ۲ خنوخ ذکر شده‌است.[۱۱]
- کیمرا گفته می‌شود که می‌تواند از دهان شیر آتش بکشد.
- شغال - آ جکرابیت با شاخ‌های یک پرونگ هورن و گاهی دم یا پاهای یک قرقاول
- شرابها - یک موجود افسانه ای هندو که دارای سر شیر، پاهای گوزن و بال پرنده است.
- سیمرغ-موجودی شبیه گریفین در اساطیر ایرانی با سر سگ، بدن شیر و بال‌های شاهین
- وایورن- موجودی با سر و بال اژدها، بدن خزنده، دو پا و دمی که اغلب به نوک الماس یا پیکان شکل ختم می‌شود.

### چهار نوع جانور
- آنفیلد - موجودی هرالدیک با سر روباه، پاهای جلویی و گاهی بالهای عقاب، بدن شیر و دم  گرگ
- Hatsadiling - یک موجود افسانه ای با سر و بدن یک شیر، تنه و عاج یک فیل، شانه یک خروس و بال‌های به پرنده[۱۲]
- مونوسروها - موجودی با سر گوزن، بدن اسب، پای فیل و دم خوک
- نو - یک کیمرا ژاپنی با سر میمون، ببر پاها، بدن سگ و نیمه جلویی مار برای دم
- جانور پرسشگر - موجودی با سر و دم مار، پای یک گوزن، بدن شیر، و توده‌های یک پلنگ
- تاراسک - اژدهای فرانسوی با سر شیر، شش پا کوتاه شبیه به پاهای خرس، بدن گاو، پوسته لاک پشت و یک دم نوک عقرب
- وولپرتینگر - موجودی با سر خرگوش، شاخ گوزن و پاها و بال‌های پرنده
- یالی - موجودی هندو با سر شیر، عاج‌های فیل، بدن گربه و دم از مار
- یپوتریل - موجود هرالدیک با سر چروکیده  گراز، بدن قوزیده شتر، پاها و سم گاو یا بز و دم مار

### پنج نوع یا بیشتر از جانوران

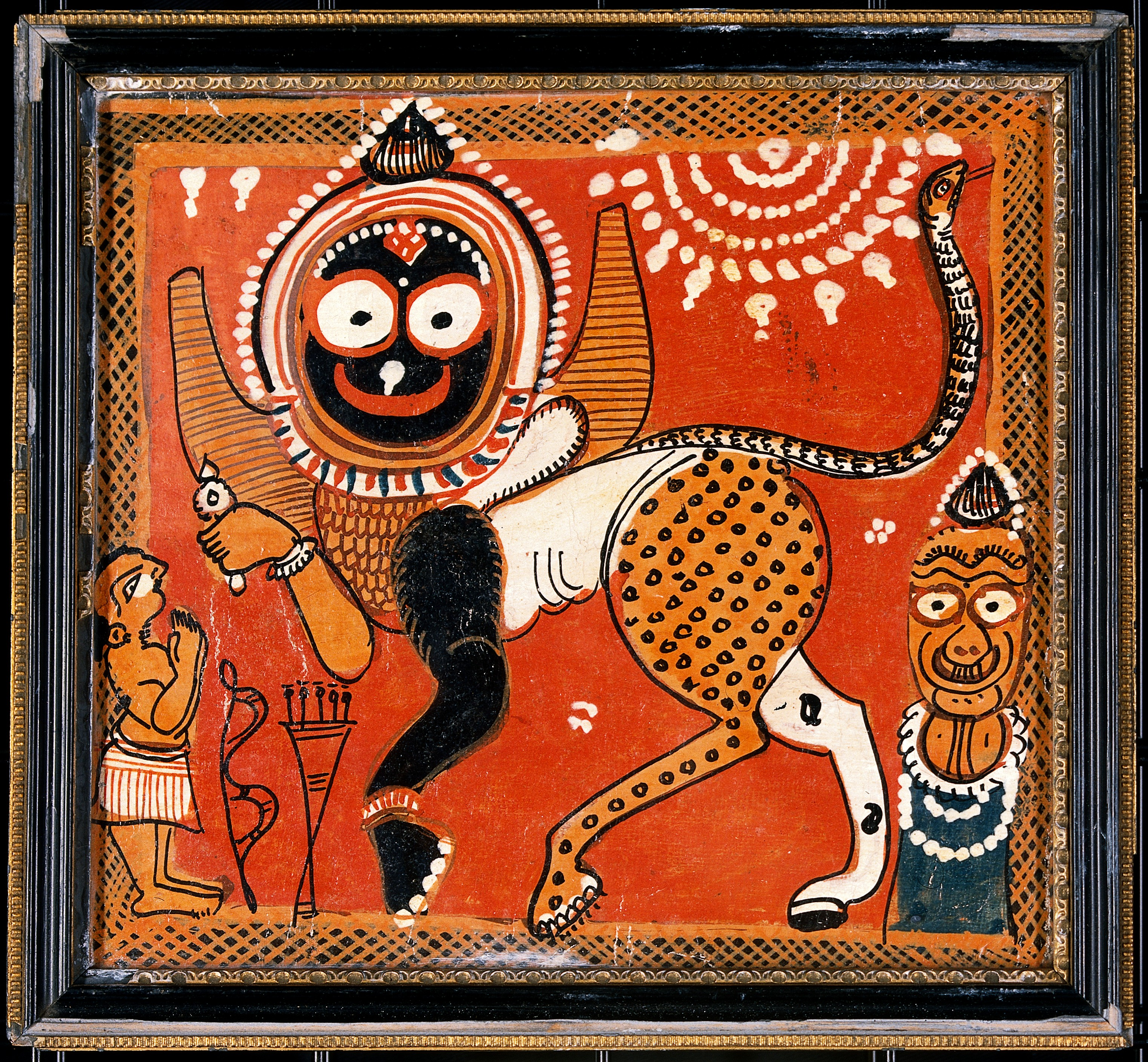
ناواگونجارا، اندامی دارد که نمایانگر هشت جانور از جمله دست انسان است.

- البریج - موجودی با رنگ روشن از اساطیر مکزیکی
- باکو - موجودی ژاپنی با سر فیل، گوش‌های کرگدن، پاهای ببر، بدن یک خرس و دم گاو
- Calygreyhound - یک موجود افسانه ای که دارای سر گربه وحشی، تنه گوزن یا آنتلوپ، پنجه‌های عقاب به عنوان پای جلو، گاو سم، شاخ یا شاخ روی سر، پای عقب شیر یا گاو و دم آن مانند شیر یا پودل
- فنگوانگ - یک موجود چینی با سر قرقاول طلایی، بدن اردک نارنگی، دم طاووس، پاهای یک  جرثقیل، دهان طوطی و بالهای پرستو
- کوتوبوکی - یک کیمرا ژاپنی با سر موش، گوش خرگوش، شاخ گاو، شانه خروس، ریش گوسفند، گردن گوسفند اژدهای ژاپنی، یال اسب، پشت یک گراز وحشی، شانه‌ها و شکم ببر چین جنوبی، بازوهای میمون، پشت سگ و دم مار
- ناواگونجارا - موجودی هندو با سر خروس، گردن طاووس، پشت گاو، دم سر مار، سه پای فیل، ببر و گوزن یا اسب، اندام چهارم دست انسان است که نیلوفر آبی در دست دارد.
- الگو:بیمار/بولگاساری - برای نمایش مدرن به پولگاساری مراجعه کنید.
- پیینساروپا - موجود برمه ای که از گاو، کپور، فیل، اسب و اژدها ساخته شده‌است.
- Qilin - یک موجود چینی با سر  اژدها، شاخ‌های گوزن، فلس‌های ماهی، سم گاو و دم شیر. نسخه ژاپنی به عنوان اژدهای گوزن شکل با دم گاو توصیف شده‌است.

## داستانی مدرن
موجودات دورگه زیر در داستان‌های مدرن ظاهر می‌شوند:
- جانور (زیبایی و جانور): جانور، از فیلم دیزنی  زیبایی و جانور، دارای ساختار سر و شاخ‌های یک بیسون، بازوها و بدن یک خرس، ابروهای یک گوریل، آرواره‌ها، دندان‌ها و یال یک شیر، عاج‌های یک گراز، و پاها و دم یک گرگ
- سیسلیا - نیمه انسان، نیمه اختاپوس.  اورسولا، از  دیزنی  پری دریایی کوچولو، یک سکالیا است.
- چیتور - نیمه مرد، نیمی - یوزپلنگ. آنها در بازی‌های ویدئویی تلاش برای افتخار حضور دارند.
- سرویتور - آگوزن-نوع قنطورس. این توصیف همچنین برای هندی طلایی از «هرکول: سفرهای افسانه ای» استفاده شد.
- دراکوتور-نیمه مرد، نیمه اژدها. در شروع شد: سیاه چال و اژدها. همچنین دارای یک همتای به شکل Dragonspawn از وارکرفت حق امتیاز. اژدها از مربی هیولا  حق رای نیز با این توصیف متناسب است زیرا تلفیقی از اژدها و قنطورس است.
- دریدر - نیم - بریز نیم -عنکبوت. در شروع شد: سیاه چال و اژدها.
- گنول - ترکیبی شریر با بدن شبیه انسان و سر شبیه کفتار. در شروع شد: سیاه چال و اژدها و همچنین در جهان از وارکرفت با الهام از اما gnole توسط لرد دانسانی[۱۳]یکی از «پنج اصلی» محسوب می‌شود  انسان نما «مسابقه» در AD & D توسط پل کارزاک و لارنس شیک.[۱۴]
- خرس گوریل - موجودی با سر، بدن و پاهای گوریل، و دندان‌ها و بازوهای خرس. در شروع شد: سیاه چال‌ها و اژدها
- گوازی - موجودی با سر ببر و بدن شیر. این یک طلسم از غلتک منقرض شده‌است که در  باغ‌های بوش پارک تفریحی در تمپا ، فلوریدا
- جکالوت - ترکیبی از شغال و کویوت. آنها در ظاهر می‌شوند: تواریخ کریسمس ۲ جایی که بلسنیکل آنها را با روش ناشناخته ای ایجاد کرد تا آنها سورتمه او را بکشند.
- ژاکین - موجودی که شبیه به جگوار با بال و پر ماکائو است. در النا از آوالور مشخص شده‌است.
- کلیده‌ها - نیمی ببر، نیمی خرس موجوداتی که برای اولین بار در کتاب  جادوگر شگفت‌انگیز اوز توسط ال. فرانک باوم
- مردخرس‌خوک - نیم مرد، نیم خرس، نیم خوک. بازی در مجموعه تلویزیونی متحرک، پارک جنوبی.
- میگا - موجود دریایی افسانه ای که نیمینهنگ قاتل، نیمیخرس کرمود که یکی از طلسم‌های المپیک زمستانی ۲۰۱۰ است.
- جغد جغد - موجودی که نیمیخرس و نیمیجغد است. در شروع شد: سیاه چال و اژدها.
- پوسلین-یک قنطورس خزنده با سر تمساح از  میراث آلدناتا .
- سومی - روح نگهبان جانوران با بال‌های تاندربرد و پاهای یک خرس سیاه آمریکایی که یکی از طلسم بازی‌های پارالمپیک زمستانی ۲۰۱۰ است.
- یکنواخت - آ اسب تک شاخ - نوع قنطورس
- اورساگراف - موجودی با سر، پنجه و بال عقاب و بدن خرس. Predacon دارک استیل از جانب مبدل‌ها نخست جانور شکارچیان: قبلا در حال افزایش است اورساگراف به مکانیکی تبدیل می‌شود
- دورگه خون‌آشام - گرگینه - این دورگه‌های نیمه خون‌آشام نیمه گرگینه در رسانه‌های مختلف مانند "AdventureQuest به عنوان یک ورپایر)، AdventureQuest جهان‌ها (همچنین به عنوان یک ورپایر)، پلیس تبر (به عنوان وولوی)،  ماوراء طبیعی، طومارهای پیر، خاطرات خون‌آشام
- وینیسیوس - بخشی گربه، بخشی میمون، قسمتی پرنده از  ریو ۲۰۱۶.
- ومیک نیمی مرد، نیمیشیر. در شروع شد: سیاه چال و اژدها. همچنین دارای یک همتای به شکل لیونتور از بازی‌های ویدئویی تلاش برای افتخار
- Wereape - نیمی مرد، نیمی میمون. آنها در سیاه چال و اژدها، قلمروهای فراموش شده و این سری ورورلد آنها انواع مختلفی دارند.
  - ورگوریلا - گربه گوریل دو در ظاهر شد: سری ورورلد و ماسک هیولا از یک آرگوریلا در قسمت ۱ از نمایش داده شد: خزنده
  - ورئورانگوتان - گربه نوع اورانگوتان. یکی در نمایش داده شد: سری ورورلد
- وربور - نیمه مرد، نیمه گراز. یکی در نمایش داده شد: خزنده قسمت "تغییر شکل دهندگان ناشناس".
- ورچیتا - نیمه مرد، نیمه یوزپلنگ. یکی در نمایش داده شد: خزنده قسمت "تغییر شکل دهندگان ناشناس".
- گربه - نیمه مرد، نیمه لاک‌پشت. یکی در نمایش داده شد:  خزنده قسمت "تغییر شکل دهندگان ناشناس".
- ولفتور - نیمه مرد، نیمه گرگ. در شروع شد: سیاه چال و اژدها. برخی از تصاویر این موجود نیز دارای سر گرگ هستند. سلیقه ای از مربی هیولا حق رای دادن (که به عنوان تلفیقی از ببر و قنطورس به تصویر کشیده شده‌است) و سه بعدی AdventureQuest (به عنوان یک لیچیمرا).